# 高橋聡未
高橋 聡未（たかはし さとみ、1984年1月9日 - ）は、NHK仙台放送局の契約キャスター。

## 人物
宮城県仙台市出身。血液型はA型。
大学卒業後FM新潟でラジオパーソナリティーとして活動。任期満了後一時フリーランスで活動し、2010年4月、NHK新潟放送局に契約キャスターとして採用され3年勤務。2013年4月、久しぶりに地元へ戻った。
高校時代から地元サッカークラブのベガルタ仙台を追いかけ、FM新潟の上村知世とは、よくサッカー観戦をしていた。そうした経緯もあってNHKではいずれもスポーツ報道担当である。

## 担当番組

### FM新潟
- SOUND SPLASH

### NHK新潟
- お昼はじょんのびくらし情報便
- 新潟ラジオセンター
- 新潟ニュース610「まる金スポーツ」

### NHK仙台
- てれまさむね スポーツコーナー